# Cheilolejeunea papillata
Cheilolejeunea papillata là một loài Rêu trong họ Lejeuneaceae. Loài này được Solari mô tả khoa học đầu tiên năm 1981.